# Ayat-sur-Sioule

Ayat-sur-Sioule este o comună în departamentul Puy-de-Dôme, Franța. În 1 ianuarie 2022 avea o populație de 134 de locuitori.